# Die Weihnachtsstory
Die Weihnachtsstory (Alternativtitel: Jede Weihnachtszeit hat ihre Geschichte, Originaltitel: Every Christmas Has a Story) ist ein US-amerikanischer Fernsehfilm von Ron Oliver aus dem Jahr 2016, der am 22. November 2017 bei Sky Cinema in Deutschland zum ersten Mal gezeigt wurde. Die romantische Komödie handelt von der Fernsehmoderatorin Kate Harper, verkörpert von Lori Loughlin, die mit ihrer unbedachten Bemerkung, dass sie Weihnachten nicht möge, die Zuschauer gegen sich aufbringt. Zusammen mit ihrem Produzenten Jack Brewster (Colin Ferguson) wird sie daraufhin in ein kleines Weihnachtsstädtchen strafversetzt, um den Zauber der Weihnacht zurückzugewinnen. Der Film wurde von Hallmark Entertainment für die Reihe der Hallmark Channel Original Movies produziert.

## Handlung
Kate Harper, Moderatorin beim Fernsehen, äußert versehentlich vor laufender Kamera, Weihnachten überhaupt nicht zu mögen. Die Zuschauer reagieren sofort und Kate muss sich vor ihrer Redakteurin verantworten. Diese schickt sie in die Weihnachtsstadt Hollyvale, von wo aus Kate fünf Tage lang täglich berichten soll, um so die Zuschauer wieder versöhnlich zu stimmen. Begleiten soll sie ausgerechnet der Produzent der Sendung, bei dem es sich um Kates Ex-Freund Jack Brewster handelt.
In dem komplett weihnachtlich geschmückten Hollyvale in North Dakota angekommen, ist Kate scheinbar jedem hier bekannt, aber niemand ist ihr über ihre öffentliche Äußerung böse, sondern jeder empfängt sie freundlich und möchte ihr dabei helfen, ihre Weihnachtsstimmung wiederzufinden. Ihren ersten Tagesbericht baut sie auch entsprechend auf, um herauszufinden, was den angeblichen Zauber dieser Stadt ausmacht. Dazu interviewt sie die Bewohner und erfährt dabei, dass die Tradition einen prächtig beleuchteten Weihnachtsbaum auf dem Marktplatz im Ort aufzustellen, seit zwei Jahren nicht mehr bestehe. Kate sieht deshalb ihre Herausforderung darin, diese Tradition wieder herzustellen. Jack sieht das etwas anders und hat Kates Weihnachtsbaumrecherchen aus ihrem Bericht herausgenommen, weil es in ihrer Reportage um Kates Weihnachtsstimmung gehen sollte und nicht um Weihnachtsbäume. Am nächsten Tag berichtet Kate über Weihnachtsdekoration, die in der Stadt besonders üppig überall anzutreffen ist. Die imposanteste Beleuchtung jedoch findet Kate mehr zufällig am Abendhimmel, als dort Polarlichter erscheinen, die sich optimal für ihren anstehenden TV-Bericht eignen.
Kate lenkt ihr Interesse weiterhin auf die fehlende Weihnachtstanne. Sie wurde all die Jahre von Vernon Hollis geliefert, der weit weg von dem Städtchen wohnt und sich aus unerfindlichen Gründen seit zwei Jahren von der Weihnachtsstadt zurückgezogen hat. Als Kate und Jack Vernon Hollis aufsuchen, stehen sie vor einem überaus prächtig weihnachtlich dekoriertem Haus. Hier erfährt Kate nun auch den Grund, warum Vernon keinen Baum mehr für Hollyvale liefern will, denn vor drei Jahren wurde seine große Liebe von der aufgestellten Weihnachtstanne erschlagen. Kate und Jack kommen von ihrem Ausflug sehr spät zurück und werden von den Einwohnern Hollyvales freudig begrüßt, die vermutet hatten, die Reporter seien im Schneesturm stecken geblieben. Zu Kates großer Überraschung wartet auch ihr Vater auf sie, zu dem sie seit Jahren keinen Kontakt wollte, seit er die Familie in Kates Kindheit verlassen hatte. Seit dieser Zeit hatte Weihnachten für sie den Glanz verloren. Selbst Kates Beziehung zu Jack war daran zerbrochen. Sie weiß zwar, dass er sie noch immer liebt, aber um nicht noch einmal so verletzt zu werden, wie sie es als Kind erleben musste, lässt sie sich gefühlsmäßig auf nichts und niemanden mehr ein. Als Jack das herausfindet, weiß er, wie er um Kates Liebe kämpfen kann.
Am Tag der letzten Sendung ist Jack allerdings spurlos verschwunden. Kate muss ihren Bericht, der sogar live gesendet werden soll, allein und mit dem einheimischen Kameramann Doug bestreiten. Zu Kates großer Freude hat ihr Besuch bei Vernon bewirkt, dass er nun doch wieder einen Weihnachtsbaum geliefert hat und sich die Bewohner der gesamten Stadt um ihn herum auf dem Marktplatz versammelt haben. Vor laufenden Kamera kann Kate berichten, dass sie hier in Hollyvales erleben konnte, was Weihnachten bedeutet. Damit Kate aber auch selbst ihre Weihnachtsstimmung wiederfinden kann, hat sich Jack etwas ganz besonderes einfallen lassen. Er kommt, während die Livesendung noch läuft, mit einem riesigen, bunt beleuchteten Weihnachtsschlitten vorgefahren. Er selbst hat sich als Elf kostümiert und Kates Vater begrüßt sie als Santa Claus. Kate ist freudig überrascht und will sich, nach einer herzlichen Umarmung sowohl auf ihren Vater als auch auf Jack wieder einlassen.

## Produktion

### Produktionsnotizen
Die Weihnachtsstory wurde vom 8. bis zum 28. Juni 2016 in Vancouver, der Provinz British Columbia in Kanada gedreht. Isabella Guinalli, die die Rolle der Mia Walker spielt, ist die Tochter von Hauptdarstellerin Lori Loughlin. Für die 17-jährige stellt ihre Rolle in dem Weihnachtsfilm ihr Schauspieldebüt dar.

### Veröffentlichung
In Deutschland wurde der Film am 22. November 2017 erstmals im Fernsehen bei Sky Cinema ausgestrahlt. In den Vereinigten Staaten war er erstmals am 12. November 2016 zu sehen, in Schweden am 31. Dezember 2017. Veröffentlicht wurde der Film zudem in Argentinien, Brasilien, Bulgarien, Frankreich, Italien, Norwegen, Polen, Portugal, Slowenien, Spanien und in der Ukraine.
Alive AG gab den Film am 13. Oktober 2017 mit einer deutschen Tonspur auf DVD heraus.

## Kritik
Die Kritiker der Fernsehzeitschrift TV Spielfilm konnte der Film nicht überzeugen. Dort hieß es: „Die herausfordernd harmlose Hallmark-Produktion stellt hier einige Wahrheiten auf den Kopf. Selbstredend ist es völlig ok, vom Weihnachtsrummel angewidert zu sein. Wer’s anders sieht, mag sich an diesem gefühligen Bekehrungsspaß erfreuen, gegen den aber Doris-Day-Filme wie pure Rebellion wirken.“
Der Filmdienst.de war der Meinung: „Anspruchslos-unterhaltsamer Weihnachtsfilm mit Humor, Romantik und harmonierenden Darstellern. Ohne sonderliche Originalität, aber durchaus geschickt bedient der Film einschlägige Erwartungen.“
Andy Webb, der Kritiker der englischen Seite MovieScene, sah das etwas anders und meinte, wie immer bei Hallmark-Weihnachtsfilmen liefere Every Christmas Has a Story diesen besonderen visuellen Reiz. Diese Anziehungskraft beginne bereits mit Lori Loughlin und Colin Ferguson, zwei der sympathischsten Schauspieler im Bereich Fernsehfilm und erst recht in Weihnachtsfernsehfilmen. Auch in diesem Film brächten beide ihre sympathische Postkarten-Anziehungskraft ein und zudem würden die schönsten weihnachtlich dekorierten Blockhäuser im Schnee gezeigt. Natürlich sei das ein idealistisches Bild von Weihnachten, aber diese Art in weihnachtliche Gefühle einzutauchen, sei die, die einen innerlich warm werden lasse.

## Synchronisation
| Rolle                  | Schauspieler              | Synchronsprecher   |
| ---------------------- | ------------------------- | ------------------ |
| Kate Harper            | Lori Loughlin             | Diana Borgwardt    |
| Jack Brewster          | Colin Ferguson            | Peter Flechtner    |
| Vernon Hollis          | Willie Aames              | Erich Räuker       |
| Lauren Foster          | Catherine Lough Haggquist | Almut Zydra        |
| Bürgermeister Drysdale | Bruce Harwood             | Lutz Mackensy      |
| Mia                    | Isabella Giannulli        | Lin Gothoni        |
| Doug                   | Kevin O’Grady             | Karlo Hackenberger |
| Sheriff Omar           | Omari Newton              | Tobias Schmidt     |
| Millicent              | Eileen Barrett            | Silvia Mißbach     |
| Mitzi                  | Kate Isaac                | Lina Rabea Mohr    |
| Rocco                  | Steven Garr               | Christian Gaul     |
| Sam                    | Kazumi Evans              | Julia Stoepel      |
| Paul Greene            | Mark Brandon              | Matthias Klie      |
| Wendy                  | Karen Holness             | Gundi Eberhard     |
| Charlie                | Darcey Johnson            | Peter Lontzek      |
| Kenny Kwan             | Nelson Wong               | Sven Plate         |
| Michael Harper         | Michael St. John Smith    | Kaspar Eichel      |